# Воронинцівська сільська рада
Воронинцівська сільська рада — адміністративно-територіальна одиниця у Оржицькому районі Полтавської області з центром у c. Воронинці.
Населення — 1135 осіб.

## Населені пункти
Сільраді були підпорядковані населені пункти:
- c. Воронинці
- с. Козаче
- с. Котляревське
- с. Максимівщина
- с. Новоселівка
- с. Приймівщина